# Хендијадис
Хендијадис (grč. ἓν διὰ δυοῖν — једно помоћу двога) је стилска фигура која настаје када се једна поред друге нађу две именице (ређе глаголи или придеви) истог или сличног значења да искажу један сложени појам или када се један појам уместо придевом и именицом исказује двема именицама спојеним везником или цртицом. Хендијадис је "независно (координирано) изражавање зависних (координираних) односа", тј. преобликовање зависне у независну синтагму. Критичар Франк Кермоде га је описао као начин на који се једна идеја онеобичава тако што се дели на два. Другачије се назива ендијада, хендијада и хендијадиоин. Спада у фигуре конструкције.

## Историјат појма
Сервије први користи назив ἓν διὰ δυοῖν да би описао стилско средство које користи Вергилије у Георгикама ("pateris libamus et auro") и Енеиди. Латински назив hendiadys, hendiadyoin, је преузет из грчког hen dia dyoi. Антички грчки граматичари су под хендијадисом подразумевали растављање именице или глагола на саставне елементе. Римљани су га кратко дефинисали као unum per duo што значи једно кроз двоје, једно од двоје а може се схватити као један појам направљен од две речи.

## Употреба
Хендијадис се углавном користи у усменој поезији као средство онеобичивања израза. Често је стилско средство у српским народним песмама као и у поезији која је њима инспирисана. Васко Попа је једним хендијадисом назвао своју песничку збирку из 1956. Непочин-поље према стиховима из претходне књиге Кора:
| „ | Да ли ћу моћи На овом непочин-пољу Да ти подигнем шатор од својих дланова | ” |

Попа је на корице књиге Непочин-поље ставио уроборос, змију која прождире сопствени реп, која је истовремено знамење те песничке књиге и амблем хендијадиса у њеном називу.
Хендијадис се користио у Библији као и у латинској поезији, а Шекспир га је употребио преко 60 пута само у Хамлету. Његова употреба у савременој књижевности је ретка те се донекле сматра архаичним поетским средством. 

## Примери са објашњењем

### На српском језику
- "И ја и коњ трудан и уморан" уместо: И ја и уморан коњ.
- "Сад ћу стати на двор на капију" уместо: Сад ћу стати на капију [двора].
- "Спремише се кита и сватови" уместо: Спремише се кићени сватови.
- "Сакупише силу и сватове" уместо: Сакупише силне сватове.
- "Удари га руком и прстеном" уместо: Удари га прстеном на руци.
- "Ходи мене узми господара" уместо: Ходи да узмеш мене за господара.
- "Војска јунака и застава" уместо: Војска јунака са заставама.
- "Мртви живог носи преко непочин-поља." У питању је загонетка са значењем барке, човека и мора. Непочин-поље је немирно море.

### На страним језицима

#### На латинском језику
- moderatio et sapientia уместо: sapiens moderatio
- delere ac tollere уместо: omnino delere

#### На енглеском језику
- "It is a tale / Told by an idiot, full of sound and fury", / Signifying nothing." уместо: It is a tale / Told by an idiot, full of furious sound.

## Сличне стилске фигуре
- Паратакса
- Еналага
- Хипалага
- Антимерија
- Хифен